# Марсел Гранољерс
Марсел Гранољерс Пујол (шп. Marcel Granollers Pujol, кат. Marcel Granollers i Pujol; Барселона, 12. априла 1986) је шпански тенисер. Најбољи пласман на АТП листи му је деветнаесто место у појединачној конкуренцији, а у паровима четврто место.

## Каријера

### 2006
Гранољерс је прошао у прво коло Вимблдона 2006. године, али је изгубио од Андреја Павела. У квалификационим рундама, је победио Стефана Робера, Константиноса Економидиса и Марка Кјудинелија.

### 2007
У 2007, Гранољерс освојио Наполи и Рим у паровима са Флавијом Чиполом, и Маспаломас челенџер са Марком Лопезом. На Отвореном првенству Француске 2007. године он је прошао други круг у паровима са сународником Фелисијаном Лопезом пре него што су изгубили у три сета од Фабриса Сантороа и Ненада Зимоњића резлутатом 7:5, 1:6, 6:4. Изгубио је на отворено првенство Француске у тенису и на Вимблдону оба пута у другом колу квалификација за главни жреб.

### 2008
Гранољерс се квалификовао за Отворено првенство Аустралије, али је изгубио од Јевгенија Корољева 7:5, 6:2, 6:0 у првом колу. Он је стигао до четвртфинала на турниру Акапулку, пре него што изгубио од Хосе Акасуса резултатом 7:6, 6:3. Дана 20. априла, освојио своју прву АТП титулу у појединачно на турниру у Хјустону, победивши Џејмса Блејка у финалу. Претходног дана, он и Пабло Куевас изгубили у финале у паровима. Након најаве Рафаела Надала да он не би играо финале Дејвис Купа у Аргентини од 21. до 23. новембра, селектор Шпаније Емилио Санчез је најавио да ће Марсел Гранољерс заменити Надала. Ово је Гранољерсово прво наступање за Дејвис куп репрезентацију Шпаније.

### 2009
Гранољерс је освојио три турнира у паровима и то у Баији, Буенос Ајресу и Москви са Томијем Робредом, Албертом Мартином и Паблом Куевасом.

### 2010
У првом колу Отвореног првенства Аустралије Гранољерс је направио сензацију над осмим носиоцем турнира Робин Седерлингом где је губио два према нула у сетовима и на крају успео да победи. У другом колу је изгубио од Алехандра Фаље.

### 2011
Гранољерс изгубио у првом колу Отвореног првентсва Аустралије Новака Ђоковића, он није играо све до Отвореног првенства Мајамија где је стигао до четвртог кола. У јулу је освојио турнир у Гштаду где је победио Станисласа Вавринку, Михаила Јужног и Фернанда Вердаска и освојио другу титулу у каријери и прву у 2011. години. На Отвореном првенству САД у тенису је стигао до трећег кола на неком Гренд Слем турниру први пут у својој каријери. На крају 2011. године његов пласман на АТП листи био је 30. место.

## Гренд слем финала

### Парови: 4 (0:4)
| Исход     | Бр. | Година | Турнир                     | Подлога | Партнер        | Противници                        | Резултат                |
| --------- | --- | ------ | -------------------------- | ------- | -------------- | --------------------------------- | ----------------------- |
| Финалиста | 1.  | 2014.  | Ролан Гарос                | Шљака   | Марк Лопез     | Жилијен Бенето Едуар Роже-Васелен | 3:6, 6:7(1:7)           |
| Финалиста | 2.  | 2014.  | Отворено првенство САД     | Тврда   | Марк Лопез     | Боб Брајан Мајк Брајан            | 3:6, 4:6                |
| Финалиста | 3.  | 2019.  | Отворено првенство САД (2) | Тврда   | Орасио Зебаљос | Хуан С. Кабал Роберт Фара         | 4:6, 5:7                |
| Финалиста | 4.  | 2021.  | Вимблдон                   | Трава   | Орасио Зебаљос | Никола Мектић Мате Павић          | 4:6, 6:7(5:7), 6:2, 5:7 |

## Финала завршног првенства сезоне

### Парови: 1 (1:0)
| Исход    | Бр. | Година | Турнир | Подлога   | Партнер    | Противници                | Резултат         |
| -------- | --- | ------ | ------ | --------- | ---------- | ------------------------- | ---------------- |
| Победник | 1.  | 2012.  | Лондон | Тврда (д) | Марк Лопез | Махеш Бупати Рохан Бопана | 7:5, 3:6, [10:3] |

## Финала АТП мастерс 1000 серије

### Парови: 12 (6:6)
| Исход     | Бр. | Година | Турнир    | Подлога   | Партнер        | Противници                    | Резултат              |
| --------- | --- | ------ | --------- | --------- | -------------- | ----------------------------- | --------------------- |
| Финалиста | 1.  | 2009.  | Париз     | Тврда (д) | Томи Робредо   | Данијел Нестор Ненад Зимоњић  | 3:6, 4:6              |
| Победник  | 1.  | 2012.  | Рим       | Шљака     | Марк Лопез     | Лукаш Кубот Јанко Типсаревић  | 6:3, 6:2              |
| Финалиста | 2.  | 2012.  | Торонто   | Тврда     | Марк Лопез     | Боб Брајан Мајк Брајан        | 1:6, 6:4, [10:12]     |
| Финалиста | 3.  | 2013.  | Синсинати | Тврда     | Марк Лопез     | Боб Брајан Мајк Брајан        | 4:6, 6:4, [4:10]      |
| Финалиста | 4.  | 2015.  | Рим       | Шљака     | Марк Лопез     | Пабло Куевас Давид Мареро     | 4:6, 5:7              |
| Финалиста | 5.  | 2017.  | Рим (2)   | Шљака     | Иван Додиг     | Пјер-Иг Ербер Никола Маи      | 6:4, 4:6, [3:10]      |
| Финалиста | 6.  | 2017.  | Париз (2) | Тврда (д) | Иван Додиг     | Лукаш Кубот Марсело Мело      | 6:7(3:7), 6:3, [6:10] |
| Победник  | 2.  | 2018.  | Париз     | Тврда (д) | Раџив Рам      | Жан-Жилијен Ројер Орија Текау | 6:4, 6:4              |
| Победник  | 3.  | 2019.  | Монтреал  | Тврда     | Орасио Зебаљос | Робин Хасе Весли Колхоф       | 7:5, 7:5              |
| Победник  | 4.  | 2020.  | Рим (2)   | Шљака     | Орасио Зебаљос | Жереми Шарди Фабрис Мартен    | 6:4, 5:7, [10:8]      |
| Победник  | 5.  | 2021.  | Мадрид    | Шљака     | Орасио Зебаљос | Никола Мектић Мате Павић      | 1:6, 6:3, [10:8]      |
| Победник  | 6.  | 2021.  | Синсинати | Тврда     | Орасио Зебаљос | Стив Џонсон Остин Крајичек    | 7:6(7:5), 7:6(7:5)    |

## АТП финала

### Појединачно: 7 (4:3)
| Легенда                        |
| ------------------------------ |
| Гренд слем турнири (0:0)       |
| Завршно првенство сезоне (0:0) |
| АТП мастерс 1000 (0:0)         |
| АТП 500 (1:1)                  |
| АТП 250 (3:2)                  |

| Финала по подлози |
| ----------------- |
| Тврда (1:1)       |
| Шљака (3:2)       |
| Трава (0:0)       |

| Финала по локацији |
| ------------------ |
| Отворено (3:2)     |
| Дворана (1:1)      |

| Исход     | Бр. | Датум             | Турнир             | Подлога   | Противник             | Резултат           |
| --------- | --- | ----------------- | ------------------ | --------- | --------------------- | ------------------ |
| Победник  | 1.  | 20. април 2008.   | Хјустон, САД       | Шљака     | Џејмс Блејк           | 6:4, 1:6, 7:5      |
| Финалиста | 1.  | 7. новембар 2010. | Валенсија, Шпанија | Тврда (д) | Давид Ферер           | 5:7, 3:6           |
| Победник  | 2.  | 31. јул 2011.     | Гштад, Швајцарска  | Шљака     | Фернандо Вердаско     | 6:4, 3:6, 6:3      |
| Победник  | 3.  | 6. новембар 2011. | Валенсија, Шпанија | Тврда (д) | Хуан Монако           | 6:2, 4:6, 7:6(7:3) |
| Финалиста | 2.  | 15. јул 2012.     | Умаг, Хрватска     | Шљака     | Марин Чилић           | 4:6, 2:6           |
| Победник  | 4.  | 3. август 2013.   | Кицбил, Аустрија   | Шљака     | Хуан Монако           | 0:6, 7:6(7:3), 6:4 |
| Финалиста | 3.  | 13. април 2014.   | Казабланка, Мароко | Шљака     | Гиљермо Гарсија-Лопез | 7:5, 4:6, 3:6      |

### Парови: 47 (24:23)
| Легенда                        |
| ------------------------------ |
| Гренд слем турнири (0:4)       |
| Завршно првенство сезоне (1:0) |
| АТП мастерс 1000 (6:6)         |
| АТП 500 (6:5)                  |
| АТП 250 (11:8)                 |

| Финала по подлози |
| ----------------- |
| Тврда (11:9)      |
| Шљака (11:13)     |
| Трава (2:1)       |

| Финала по локацији |
| ------------------ |
| Отворено (18:19)   |
| Дворана (6:4)      |

| Исход     | Бр. | Датум               | Турнир                      | Подлога   | Партнер           | Противници                               | Резултат                 |
| --------- | --- | ------------------- | --------------------------- | --------- | ----------------- | ---------------------------------------- | ------------------------ |
| Финалиста | 1.  | 20. април 2008.     | Хјустон, САД                | Шљака     | Пабло Куевас      | Ернестс Гулбис Рајнер Шитлер             | 5:7, 6:7(3:7)            |
| Победник  | 1.  | 15. фебруар 2009.   | Коста до Саипе, Бразил      | Шљака     | Томи Робредо      | Лукас Арнолд Кер Хуан Монако             | 6:4, 7:5                 |
| Победник  | 2.  | 22. фебруар 2009.   | Буенос Ајрес, Аргентина     | Шљака     | Алберто Мартин    | Николас Алмагро Сантијаго Вентура        | 6:3, 5:7, [10:8]         |
| Победник  | 3.  | 25. октобар 2009.   | Москва, Русија              | Тврда (д) | Пабло Куевас      | Франтишек Чермак Михал Мертинак          | 4:6, 7:5, [10:8]         |
| Финалиста | 2.  | 8. новембар 2009.   | Валенсија, Шпанија          | Тврда (д) | Томи Робредо      | Франтишек Чермак Михал Мертинак          | 4:6, 3:6                 |
| Финалиста | 3.  | 15. новембар 2009.  | Париз, Француска            | Тврда (д) | Томи Робредо      | Данијел Нестор Ненад Зимоњић             | 3:6, 4:6                 |
| Победник  | 4.  | 10. јануар 2010.    | Ченај, Индија               | Тврда     | Сантијаго Вентура | Лу Јен-Хсун Јанко Типсаревић             | 7:5, 6:2                 |
| Победник  | 5.  | 14. фебруар 2010.   | Коста до Саипе, Бразил (2)  | Шљака     | Пабло Куевас      | Лукаш Кубот Оливер Марах                 | 7:5, 6:4                 |
| Финалиста | 4.  | 9. мај 2010.        | Есторил, Португал           | Шљака     | Пабло Куевас      | Марк Лопез Давид Мареро                  | 7:6(7:1), 4:6, [4:10]    |
| Финалиста | 5.  | 25. септембар 2010. | Букурешт, Румунија          | Шљака     | Сантијаго Вентура | Хуан Игнасио Чела Лукаш Кубот            | 2:6, 7:5, [11:13]        |
| Победник  | 6.  | 15. јануар 2011.    | Окланд, Нови Зеланд         | Тврда     | Томи Робредо      | Јохан Брунстрем Стивен Хас               | 6:4, 7:6(8:6)            |
| Финалиста | 6.  | 6. фебруар 2011.    | Загреб, Хрватска            | Тврда (д) | Марк Лопез        | Дик Норман Орија Текау                   | 3:6, 4:6                 |
| Финалиста | 7.  | 16. јул 2011.       | Штутгарт, Немачка           | Шљака     | Марк Лопез        | Јирген Мелцер Филип Печнер               | 3:6, 4:6                 |
| Финалиста | 8.  | 4. март 2012.       | Акапулко, Мексико           | Шљака     | Марк Лопез        | Давид Мареро Фернандо Вердаско           | 3:6, 4:6                 |
| Финалиста | 9.  | 29. април 2012.     | Барселона, Шпанија          | Шљака     | Марк Лопез        | Маријуш Фирстенберг Марћин Матковски     | 6:2, 6:7(7:9), [8:10]    |
| Победник  | 7.  | 20. мај 2012.       | Рим, Италија                | Шљака     | Марк Лопез        | Лукаш Кубот Јанко Типсаревић             | 6:3, 6:2                 |
| Финалиста | 10. | 14. јул 2012.       | Умаг, Хрватска              | Шљака     | Марк Лопез        | Давид Мареро Фернандо Вердаско           | 3:6, 6:7(4:7)            |
| Победник  | 8.  | 22. јул 2012.       | Гштад, Швајцарска           | Шљака     | Марк Лопез        | Роберт Фара Сантијаго Хиралдо            | 6:4, 7:6(11:9)           |
| Финалиста | 11. | 12. август 2012.    | Торонто, Канада             | Тврда     | Марк Лопез        | Боб Брајан Мајк Брајан                   | 1:6, 6:4, [10:12]        |
| Победник  | 9.  | 12. новембар 2012.  | Лондон, Велика Британија    | Тврда (д) | Марк Лопез        | Махеш Бупати Рохан Бопана                | 7:5, 3:6, [10:3]         |
| Финалиста | 12. | 18. август 2013.    | Синсинати, САД              | Тврда     | Марк Лопез        | Боб Брајан Мајк Брајан                   | 4:6, 6:4, [4:10]         |
| Победник  | 10. | 16. фебруар 2014.   | Буенос Ајрес, Аргентина (2) | Шљака     | Марк Лопез        | Пабло Куевас Орасио Зебаљос              | 7:5, 6:4                 |
| Финалиста | 13. | 7. јун 2014.        | Ролан Гарос, Француска      | Шљака     | Марк Лопез        | Жилијен Бенето Едуар Роже-Васелен        | 3:6, 6:7(1:7)            |
| Финалиста | 14. | 7. септембар 2014.  | Њујорк, САД                 | Тврда     | Марк Лопез        | Боб Брајан Мајк Брајан                   | 3:6, 4:6                 |
| Финалиста | 15. | 17. мај 2015.       | Рим, Италија                | Шљака     | Марк Лопез        | Пабло Куевас Давид Мареро                | 4:6, 5:7                 |
| Финалиста | 16. | 24. април 2016.     | Барселона, Шпанија (2)      | Шљака     | Пабло Куевас      | Боб Брајан Мајк Брајан                   | 5:7, 5:7                 |
| Победник  | 11. | 17. јул 2016.       | Бостад, Шведска             | Шљака     | Давид Мареро      | Маркус Данијел Марсело Демолинер         | 6:2, 6:3                 |
| Победник  | 12. | 9. октобар 2016.    | Токио, Јапан                | Тврда     | Марћин Матковски  | Равен Класен Раџив Рам                   | 6:2, 7:6(7:4)            |
| Победник  | 13. | 30. октобар 2016.   | Базел, Швајцарска           | Тврда (д) | Џек Сок           | Роберт Линдстед Мајкл Винус              | 6:3, 6:4                 |
| Победник  | 14. | 19. фебруар 2017.   | Ротердам, Холандија         | Тврда (д) | Иван Додиг        | Весли Колхоф Матве Миделкоп              | 7:6(7:5), 6:3            |
| Финалиста | 17. | 15. април 2017.     | Маракеш, Мароко             | Шљака     | Марк Лопез        | Доминик Инглот Мате Павић                | 4:6, 6:2, [9:11]         |
| Финалиста | 18. | 21. мај 2017.       | Рим, Италија (2)            | Шљака     | Иван Додиг        | Пјер-Иг Ербер Никола Маи                 | 6:4, 4:6, [3:10]         |
| Победник  | 15. | 29. октобар 2017.   | Базел, Швајцарска (2)       | Тврда (д) | Иван Додиг        | Фабрис Мартин Едуар Роже-Васелен         | 7:5, 7:6(8:6)            |
| Финалиста | 19. | 5. новембар 2017.   | Париз, Француска (2)        | Тврда (д) | Иван Додиг        | Лукаш Кубот Марсело Мело                 | 6:7(3:7), 6:3, [6:10]    |
| Победник  | 16. | 4. новембар 2018.   | Париз, Француска            | Тврда (д) | Раџив Рам         | Жан-Жилијен Ројер Орија Текау            | 6:4, 6:4                 |
| Победник  | 17. | 21. јул 2019.       | Њупорт, САД                 | Трава     | Сергиј Стаховски  | Марсело Аревало Мигел Анхел Рејес-Варела | 6:7(10:12), 6:4, [13:11] |
| Победник  | 18. | 11. август 2019.    | Монтреал, Канада            | Тврда     | Орасио Зебаљос    | Робин Хасе Весли Колхоф                  | 7:5, 7:5                 |
| Финалиста | 20. | 6. септембар 2019.  | Њујорк, САД (2)             | Тврда     | Орасио Зебаљос    | Хуан С. Кабал Роберт Фара                | 4:6, 5:7                 |
| Победник  | 19. | 16. фебруар 2020.   | Буенос Ајрес, Аргентина (3) | Шљака     | Орасио Зебаљос    | Гиљермо Дуран Хуан Игнасио Лондеро       | 6:4, 5:7, [18:16]        |
| Победник  | 20. | 23. фебруар 2020.   | Рио, Бразил                 | Шљака     | Орасио Зебаљос    | Салваторе Карузо Федерико Гајо           | 6:4, 5:7, [10:7]         |
| Финалиста | 21. | 13. септембар 2020. | Кицбил, Аустрија            | Шљака     | Орасио Зебаљос    | Остин Крајичек Франко Шкугор             | 6:7(5:7), 5:7            |
| Победник  | 21. | 20. септембар 2020. | Рим, Италија (2)            | Шљака     | Орасио Зебаљос    | Жереми Шарди Фабрис Мартен               | 6:4, 5:7, [10:8]         |
| Финалиста | 22. | 21. март 2021.      | Акапулко, Мексико (2)       | Тврда     | Орасио Зебаљос    | Кен Скупски Нил Скупски                  | 6:7(3:7), 4:6            |
| Победник  | 22. | 9. мај 2021.        | Мадрид, Шпанија             | Шљака     | Орасио Зебаљос    | Никола Мектић Мате Павић                 | 1:6, 6:3, [10:8]         |
| Финалиста | 23. | 10. јул 2021.       | Вимблдон, Велика Британија  | Трава     | Орасио Зебаљос    | Никола Мектић Мате Павић                 | 4:6, 6:7(5:7), 6:2, 5:7  |
| Победник  | 23. | 22. август 2021.    | Синсинати, САД              | Тврда     | Орасио Зебаљос    | Стив Џонсон Остин Крајичек               | 7:6(7:5), 7:6(7:5)       |
| Победник  | 24. | 19. јун 2022.       | Хале, Немачка               | Трава     | Орасио Зебаљос    | Тим Пиц Мајкл Винус                      | 6:4, 6:7(5:7), [14:12]   |

## Остала финала

### Тимска такмичења: 3 (2:1)
| Исход     | Бр. | Датум                 | Турнир                               | Подлога   | Партнери                                                    | Противници                                                          | Резултат | Извор |
| --------- | --- | --------------------- | ------------------------------------ | --------- | ----------------------------------------------------------- | ------------------------------------------------------------------- | -------- | ----- |
| Победник  | 1.  | 21—23. новембар 2008. | Дејвис куп, Мар дел Плата, Аргентина | Тврда (д) | Давид Ферер Фернандо Вердаско Фелисијано Лопез              | Хуан Мартин дел Потро Давид Налбандијан Хосе Акасусо Агустин Каљери | 3:11     | [ 6 ] |
| Победник  | 2.  | 2—4. децембар 2011.   | Дејвис куп, Севиља, Шпанија          | Шљака (д) | Рафаел Надал Давид Ферер Фелисијано Лопез Фернандо Вердаско | Хуан Мартин дел Потро Хуан Монако Давид Налбандијан Едуардо Шванк   | 3:12     | [ 7 ] |
| Финалиста | 1.  | 16—18. новембар 2012. | Дејвис куп, Праг, Чешка              | Тврда (д) | Давид Ферер Николас Алмагро Марк Лопез                      | Томаш Бердих Радек Штјепанек Лукаш Росол Иво Минар                  | 2:3      | [ 8 ] |

1 2008. није одиграо ниједан меч за репрезентацију али је био у финалној постави

2 2011. наступио је у четвртфиналу Дејвис купа.